# Starý potok (přítok Manětínského potoka)
Starý potok (též Pstružný potok) je malý vodní tok v Rakovnické pahorkatině v okrese Plzeň-sever. Je dlouhý 12,3 km, plocha jeho povodí měří 50,1 km² a průměrný průtok v ústí je 0,16 m³/s.
Potok pramení v Tepelské vrchovině v nadmořské výšce 632 m  jihozápadně od Jedvanin. Od pramene teče podél hranice mezi Tepelskou vrchovinou a Rakovnickou pahorkatinou k severovýchodu a protéká skrz Černý rybník u Jedvanin. Severně od vesnice definitivně opouští Tepelskou vrchovinu a u samoty Chalupa pod Hradištěm na pravém břehu míjí kamenolom, který odtěžil vrch se zříceninou hradu Březín. Dále protéká sídly Březín, Nečtiny, Lešovice a pod Holubovým mlýnem se asi jeden kilometr západně od Manětína vlévá v nadmořské výšce 420 m zprava do Manětínského potoka.

## Přítoky
- Březinský potok (L)
- Umířovský potok (P)
- Plachtínský potok (P)
- Leopoldovský potok (L)